# Sven Lilja (sångare)
Sven Roland Lilja, född 5 april 1932 i Stockholm, död 26 januari 2023, var en svensk sångare, musikproducent, och ljudtekniker.

## Biografi

### Tidig karriär
Sven Lilja började arbeta med ljudteknik på Europafilm 1951 och gick några år senare över till Sandrews filmateljéer på Gärdet.
Han upptäcktes som sångare då Bonniers folkbiblioteks skivbolag besökte Sandrews inspelningsstudio för att lyssna på provsångare. Efter att man hört en sånginspelning med studions dåvarande ljudtekniker, Sven Lilja, stod valet klart.

### Karriär som sångare
Sven Liljas första EP Sail Along Silv'ry Moon gavs ut 1959 av Bonniers folkbibliotek. Han ackompanjerades av Putte Wickmans orkester.
På skivbolaget Oktav gavs EP:n Lillemor ut där Sven Lilja ackompanjerades av Rolf Larssons orkester, Gösta Theselius All Stars och Sune Waldimirs radioorkester. Oktav gav också ut EP:n Gotländsk sommarnatt år 1960 och en singel med samma namn.
Samma år gav Sven Lilja ut EP:n Pappa älskar mamma på skivbolaget Jöns där han ackompanjerades av Roland Marnos orkester.
Sven Lilja framträdde på Allsång på Skansen tillsammans med Monika Lilja Lundin den 18 juli 1980.
Sven Lilja gav 1984 ut LP:n Sven och Monika sjunger Taube-pärlor med Monika Lilja Lundin.
År 1997 tolkade Sven Lilja och Monika Lilja Lundin åter Evert Taube på CDn Inbjudan.

### Karriär som musikproducent och ljudtekniker
Då Sandrew lade ned sina filmateljéer på Gärdet 1962, började Sven Lilja som A-ljud på Sveriges Television, främst för musik, teater och nyheter. Han producerade bland annat Sveriges Televisions konserter med Birgit Nilsson i Stockholms konserthus år 1964, Rolling Stones år 1965, Alice Babs och Duke Ellington i Gustav Vasa kyrka år 1969.
Förutom musik och konserter producerade Sven Lilja ljudet till många TV-program och filmer, bland annat I dur och skur, Societetshuset, Julius Julskötare, T. Sventon praktiserande privatdetektiv, Ikas TV-kalas, Sunes jul, Gamen, Daghemmet Lyckan.
Sven Lilja var ljudtekniker vid Bo Holmströms klassiska LÄGG UT, LÄGG UT, LÄGG UT!!! vid ambassadockupationen i Stockholm 1975, då han svarade Du ligger redan ute.
Sven Lilja ljudproducerade barn-LP:n Troll-Kalle och Lisa i Fantasieland 1981 med Monika Lilja Lundin, Ulla Fränckel och Ulf Andersson, där han även medverkade.

## Diskografi (urval)

### Album
- 1984 – Sven och Monika sjunger Taube-pärlor (med Monika Lilja Lundin)
- 1998 – Inbjudan (med Monika Lilja Lundin)

### EP
| - 1959 – Sail Along Silv'ry Moon - 1960 – Lillemor | - 1960 – Gotländsk sommarnatt | - 1960 – Pappa älskar mamma |  |

### Singlar
| - 1960 – Gotländsk sommarnatt |